# Pedicularis popovii
Pedicularis popovii är en snyltrotsväxtart som beskrevs av Aleksei Ivanovich Vvedensky. Pedicularis popovii ingår i släktet spiror, och familjen snyltrotsväxter. Inga underarter finns listade i Catalogue of Life.